# Wao

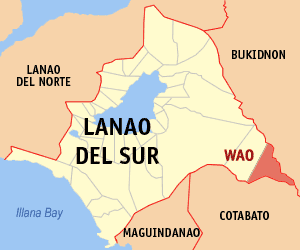
Bản đồ Lanao del Sur với vị trí của Wao

Wao là một đô thị ở tỉnh Lanao del Sur, Philippines. Theo điều tra dân số năm 2000 của Philipin, đô thị này có dân số 35.517 người trong 6.505 hộ.

## Các đơn vị hành chính
Wao được chia ra 26 barangay.
| - Amoyong - Balatin - Banga - Buntongun - Bo-ot - Cebuano Group - Christian Village - Eastern Wao - Extension Poblacion - Gata - Kabatangan - Kadingilan - Katutungan | - Kilikili East - Kilikili West - Malaigang - Manila Group - Milaya - Mimbuaya - Muslim Village - Pagalongan - Panang - Park Area - Pilintangan - Serran Village - Western Wao |